# Латвия в Первой мировой войне

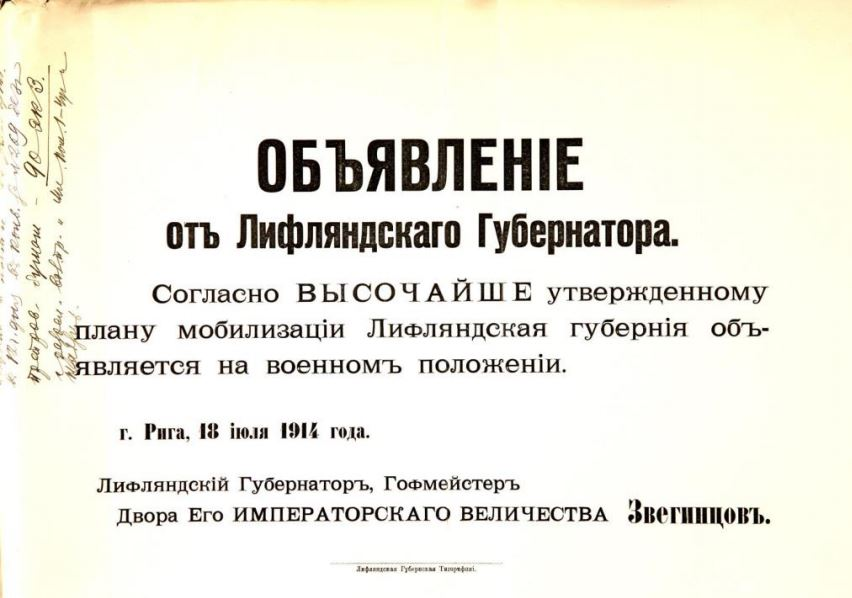
Объявление о введении военного положения в Лифляндской губернии а

Первая мировая война затронула Латвию в 1914 году, когда многие латыши были мобилизованы в армию Российской империи. Большинство было отправлено в Восточную Пруссию, где русская армия потерпела поражение. Много латышских солдат пало у Мазурских озер в Восточной Пруссии и в Августовской операции в Польше. Точной информации о количестве погибших латышей нет, но их число может составлять около 25 000 человек. 20-й армейский корпус и другие части царской армии состояли из латышских рядовых, и это были самые большие потери латышских солдат в Первой мировой войне.
Весной и летом 1915 года, в ходе курземского наступления германская армия заняла почти всю территорию Курляндской губернии, но была остановлена в боях под Ригой и Даугавпилсом. Следующие два года линия фронта почти не менялась, вплоть до Рижской операции, когда 3 сентября 1917 года немецким войскам удалось захватить Ригу. В начале 1918 года немцы оккупировали всю территорию Латвии. Незадолго до окончания войны, немцы основали на оккупированной территории Латвии и Эстонии Балтийское герцогство.

## Вторжение немецкой армии на территорию Латвии

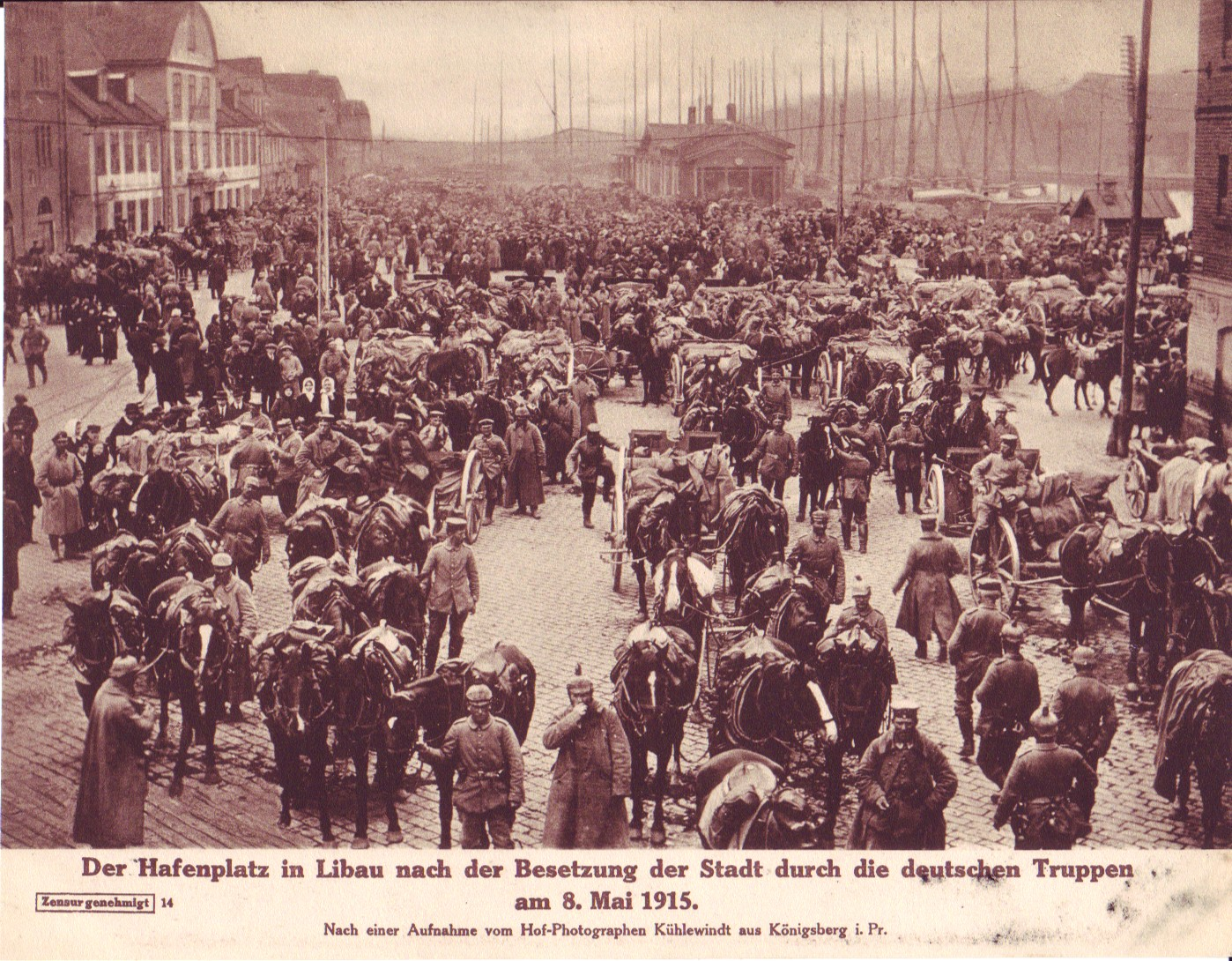
Германские войска в Либаве

Летом 1914 года в прибалтийских губерниях была объявлена мобилизация. В стране росли антинемецкие настроения. Немецкий военно-морской флот обстрелял Либаву. Весной 1915 года боевые действия дошли до территории Латвии. 7 мая «Неманская» 8-я армия Германской империи заняла Либаву, до конца мая весь Лиепайский уезд и часть Айзпутского уезда до реки Вента. 13 июля немецкое наступление возобновилось Рижско-Шауляйской операцией. 8-я армия подошла к Митаве со стороны Литвы, но наступление было остановлено к 1 августа, главным образом благодаря национальной гвардии, составленной почти исключительно из батальонов объединенных рабочих рот Даугавгривской крепости, сформированных латышами. Национальные гвардейцы должны были строить укрепления, но неожиданное нападение немцев вынудило русское командование отправить их в бой. К концу сентября немцам удалось занять всю Курземе, а также большую часть Земгале и Селии. В течение последующих двух лет линия фронта существенно не менялась. Видземе и Латгалия остались под властью Российской империи.

## Бои под Даугавпилсом (1915)
После победы под Шауляем, 3 августа 1915 года немецкие войска заняли Новоалександровск и перешли к штурму Даугавпилсской крепости. Войска Российской империи соорудили оборонительную полосу с окопами и дзотами на линии Кщев — Медуми — Илга. В начале августа 1915 года на Даугавпилсский фронт был отправлен 12-й Кавказский стрелковый полк, выбивший в контратаке немецких солдат из Медумской усадьбы. 18 августа 1915 года командующим армиями, вновь образованного русского Северного фронта был назначен генерал от инфантерии Н. В. Рузский.
18 августа (3) сентября 1915 года «Неманская» армия заняла Яунелгаву, линия фронта по левому берегу Даугавы проходила до рубежа Илуксте — озеро Свентес — озеро Дрисвяты и далее до Сморгони в Белоруссии. В Даугавпилсскую группу 5-й армии Российской империи входили 3-й, 19-й и 23-й армейские корпуса, 1-я кавалерийская дивизия и бригада 5-й кавалерийской дивизии. Оборону Даугавпилса возглавили командующий 5-й армией генерал от кавалерии П. А. Плеве и начальник штаба генерал Е. К. Миллер.
10 (23) октября 1915 года у Илуксте немецкие войска прорвали оборонительные позиции 17-й дивизии 19-го корпуса 5-й армии. В ходе боя она была практически полностью уничтожена, полки 17-й дивизии (67-й, 150-й, 151-й) потеряли до 10 000 человек. 
18 октября (1) ноября 1915 года генерал П. Плеве приказал начать контрудар русской 5-й армии по немецким позициям между озерами Свентес и Илгас. Самые ожесточённые бои развернулись на Аугшземской возвышенности у мызы Медуми, где оборонялась 77-я резервная дивизия немецкой армии. 6 декабря 1915 г. генерал П. Плеве был назначен командующим русским Северным фронтом. Неоднократные бои под Даугавпилсом возобновились во время наступления русских войск в марте 1916 года.
Рядом с Медуми расположены три братских кладбища русской армии и памятные обелиски возле Медуми, вдоль шоссе Санкт-Петербург — Варшава и в Кривинишках. В 2000 году Русское общество установило памятный крест на месте боев на шоссе Даугавпилс — Варшава. Около Медуми зарегистрировано семь братских кладбищ немецких солдат, другие немецкие военные кладбища находятся в Литве.

## Латышские беженцы и организации помощи беженцам
Административные органы Российской империи сделали всё, чтобы добиться эвакуации населения и материальных ценностей с территорий, которым угрожала немецкая оккупация. Беженцам было приказано уничтожить зерновые и картофельные плантации. Российские войска жгли дома на линии фронта. Правительство России издало приказ всем мужчинам в возрасте от 18 до 45 лет покинуть свои дома. Почти полмиллиона беженцев покинули Курземе и Земгале. В газетах публиковалась антинемецкая пропаганда.
В июле 1915 года началась эвакуация Риги. В июне и июле 1915 года из Латвии было эвакуировано 537 заводов (427 из Риги, 75 из Даугавпилса, 35 из других городов) вместе с рабочими и их семьями. Из эвакуированных латвийских предприятий 56,7 % было эвакуировано в центральную часть России (в том числе 43,3 % в Москву), 20,9 % в северо-западную часть (13,3 % в Петроград), 12,1 % в южную часть России, 7,3 % в Поволжье. Население Риги уменьшилось на 50 %, эвакуация промышленных объектов разрушила латвийскую промышленность. Из Риги было эвакуировано 90 % заводского и энергетического оборудования. Численность рабочих уменьшилась с 87,6 тыс. (в 1913 году) до 3,4 тыс. (на начало 1916 года). Эвакуировались не только рабочие и заводское оборудование, но и памятники. В 1920 году, после заключения мирного договора с Советской Россией, была восстановлена лишь небольшая часть оборудования.
Многие беженцы из Курляндской губернии потеряли в пути свое имущество и домашний скот. На территории России беженцы оставались на станциях или в полях даже зимой. Никакой помощи организовано не было, потому что российские власти не были готовы к такой ситуации. Люди, особенно старики и дети гибли от голода и эпидемий. Латышская интеллигенция стала организовывать помощь беженцам. Были созданы организации по снабжению беженцев. В августе 1915 года в Петербурге был создан Центральный комитет по обеспечению латышских беженцев, в составе 25 человек, объединивший около 260 организаций беженцев. Он содержал приюты для беженцев, 54 школы, 25 больниц и предоставлял пособия, продукты питания и одежду. Председателем организации стал Вилис Олавс, а заместителями — Янис Чаксте и Арведс Бергс.  Многие лидеры организаций беженцев впоследствии стали латвийскими государственными деятелями. Большинство беженцев вернулись на родину после заключения Латвийской Республикой мира с Советской Россией.

## Немецкая администрация Курляндии
27 июля 1915 года главнокомандующий германским восточным фронтом Пауль Гинденбург объявил «Положение о юридической силе законов», согласно которому все законы оккупационной власти вступают в силу после их опубликования на страницах немецкой администрации или после их размещения на дверях соответствующего учреждения. 25 мая 1915 года вступил в силу новый календарь и среднеевропейское время. С 26 декабря паспорта Обероста (Obersospaß) стали выдавать всем жителям старше 10 лет. Балтийские немцы основали Советы Балтийского немецкого треста, который 28 июля 1915 года представил в Берлин меморандум с просьбой включить Видземе, Эстонию и Курземе в состав Германской империи на следующих мирных переговорах. По данным переписи населения от 30 сентября 1915 года, в оккупированной немцами части Курляндской губернии осталось всего 245 406 жителей по сравнению с примерно 600 000 жителей Курляндской губернии до начала войны. Самые большие потери были в Елгавском районе, где было заброшено 83 % всех дворов.
16 августа 1915 года начала действовать немецкая администрация Курземе, которая была разделена на семь отделов: центральный, фермерский, торговый, лесной, юстиции, жандармерии и таможенный. Издавались три газеты: «Митавская газета» (нем. «Mitausche Zeitung»), «Либавская газета» (нем. «Libausche Zeitung») и «"Новости Родины"» (латыш. «Dzimtenes Ziņas»). 1 декабря было подписано положение о судебной системе, предусматривающее 10 мировых судов, два окружных суда (в Митаве и Либаве) и Верховный суд, которые действовали в соответствии с немецкими гражданскими и уголовно-процессуальными законами 1877 года. Полиция Митавского уезда включала пять участков (Митава, Добеле, Тукумс, Талси, Бауска), полиция Либавского уезда также включала пять участков (Либава, Гробиня, Айзпуте, Кулдига, Вентспилс). Округа (полицейские участки) управлялись окружными правлениями, которые состояли из начальника (крейсгауптмана), управляющего хозяйством и мирового судьи, городами управляли военные бургомистры совместно с городскими управами, приходами управляли приходские старейшины.
Оккупированную Курземе планировалось колонизировать немецкими военно-административными властями (оберостами), которых поддержала прибалтийская немецкая знать. С местных жителей взимались пошлины и налоги. Началось переселение немцев из Германии. В 1916 году действовало 75 школ: 36 немецких, 26 латышских и 13 смешанных. В младших классах латышских школ уроки велись на латышском языке, а в старших классах уроки велись только на немецком языке. Однако проповеди в 105-ти лютеранских церквях читались на латышском языке. Была начата вырубка Курземского, Земгальского и Селианского лесов с использованием древесины для постройки фортификационных укреплений. В Курземе планировалось разместить тысячи немецких семей, отдать им латышские хозяйства, оставшиеся после беженцев, а также выделить треть усадебных земель.
26 марта 1917 года «Немецкая администрация Курляндии» была переименована в «Военную администрацию Курляндии». Кайзер Германской империи Вильгельм II приезжал в Елгаву 30 мая 1916 года и в конце июля 1917 года.

## Батальоны латышских стрелков
В Латвии были сожжены дома, многие латыши бежали. Латышская интеллигенция понимала, что в случае победы Германии латышам грозит уничтожение. Хотя латыши не видели ни немецких дворян, ни русских чиновников, в тогдашней ситуации победа русских казалась предпочтительней, потому что тогда беженцы могли вернуться домой. Латыши надеялись получить большую автономию в составе Российской империи.
Идея создания латышских частей впервые была высказана студентами Рижского политеха, которые были готовы добровольно поступить на службу в подразделения разведки и связи. По инициативе членов Государственной думы Российской империи Яниса Голдманиса и Яниса Залитиса, был создан комитет по организации батальонов латышских стрелков. Российское правительство не доверяло национальным воинским частям, тем не менее, принимая во внимание тяжелое положение на фронте, было дано разрешение на создание латышских стрелковых батальонов. 19 июля (1) августа 1915 года главнокомандующий Северо-Западным фронтом генерал М. В. Алексеев отдал приказ о формировании латышских батальонов. Был опубликован патриотический лозунг «Собирайтесь под латвийскими флагами!». В батальоны могли вступать добровольцы от 17 лет, ещё не призванные на службу или уже служившие в других частях армии. К концу 1915 года было сформировано 8 батальонов: Даугавгривский, Рижский, Курземский, Видземский, Земгальский, Тукумский, Бауский и Валмиерский. В Тербате был сформирован резервный батальон.
Латышские стрелки отличались от солдат русской армии тем, что имели прекрасную осанку, сшитое по росту обмундирование, собственные знамена, песни и знаки отличия. У стрелков были свои литературные кружки, оркестры, театры и газеты. Было организовано обучение. Между командирами и рядовыми существовали человеческие отношения. Стрелковые батальоны обладали высоким боевым духом, так как стрелки сражались за свою землю. Латышские стрелки укрепили национальную уверенность нации. В рядах латышских стрелков сражались художники Язепс Гросвальд, Карлис Балтгайлис, Никлавс Струнке, писатели и поэты — Александр Гринс, Эдвартс Вирза, Карлис Скалбе.
В октябре 1915 года Даугавгривский батальон, в котором большинство составляли 17—18-летние рабочие принял участие в первом бою. В нём погибло трое стрелков, которые были похоронены в Риге, рядом с Лесным кладбищем. Позже там же были похоронены еще сотни павших. На этом месте было основано Рижское Братское кладбище (латыш. Rīgas Brāļu kapi) — крупнейшее воинское кладбище в Латвии. Батальоны латышских стрелков также нанесли поражение немцам под Слокой и Кемери.
В 1915 году, когда немцы потеряли надежду захватить Ригу, были созданы оборонительные позиции. В результате линия фронта не менялась около двух лет. 

## Бои в 1916 году
В феврале 1916 года во Франции началась битва при Вердене. Союзники обратились к командованию армии Российской империи с просьбой отвлечь на Восточный фронт как можно больше немецких сил. Главный удар русской армии планировался в районе озера Нарочь, а также для его поддержки планировалось провести несколько атак на территории Латвии в районе Даугавпилса и Кекавы, что должно было отвлечь внимание противника. Латышским стрелкам удалось прорвать немецкий фронт во время битвы под Кекавой, но из-за неудач русских полков дальнейших атак не велось. Уже в этом бою проявилась нерешительность и неумение полководца Радко Дмитриева руководить своими соединениями, что позже подтвердилось во время Митавской операции.

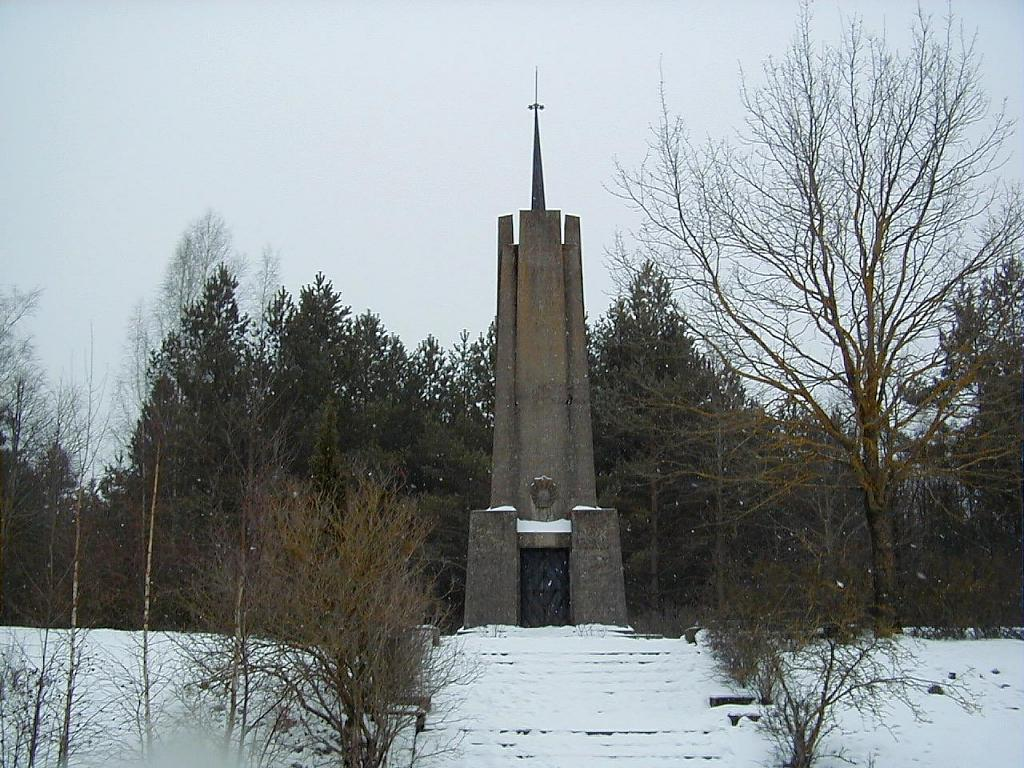
Памятник на «Острове смерти»

### Оборона «Острова смерти»
Летом и осенью 1916 года латышские стрелки сражались на так называемом «Острове смерти», длина которого составляла 3 км и 1,5 км глубокого укрепления на левом берегу Даугавы напротив Икшкиле. Немцы окружили его с трёх сторон, с четвёртой стороны находилась Даугава. Русские хотели защитить эту позицию, потому что оттуда было выгодно атаковать немецкий фронт. На «Острове смерти» впервые в боях на территории Латвии была применена отравляющая газовая атака. В результате с очень большими людскими потерями стрелкам удалось отстоять «Остров смерти», однако русская армия ни разу не использовала эту позицию для контратаки.
27 июля 1924 года президент Латвии Янис Чаксте открыл на «Острове смерти» памятник павшим стрелкам. После строительства Рижской ГЭС возле Саласпилса, бо́льшая часть полей сражений была затоплена, таким образом, «Остров смерти», который изначально был просто излучиной реки, стал настоящим островом.

### Рождественские бои
В конце 1916 года батальоны латышских стрелков начали пополняться. Вместо четырёх рот в каждом батальоне было создано восемь рот и батальоны были переименованы в полки. Полки были объединены в бригады. Русское командование планировало крупное наступление, в котором в качестве главного удара должны были быть использованы латышские стрелки. Наступление планировалось в болотистой местности между озером Бабитес и Олайне. Перед русскими войсками была поставлена цель освободить Митаву и, в случае успеха, всю территорию Земгале и Курземе.
Наступление началось 23 декабря 1916 (5 января 1917), в 5 часов утра, когда немцы меньше всего этого ожидали. Немецкий фронт был прорван, но наступление не было развито, так как русское верховное командование не подготовило дополнительных сил. Двое суток стрелки обороняли завоёванные позиции в сильный мороз (до -35 °С). 25 декабря началось наступление на Ложметейкалнс. Рождественским утром 2 латышских стрелковых полка вместе с Сибирским стрелковым полком заняли Ложметейкалнc. В плен попало около 1000 немцев.
Рождественские бои принесли латвийским стрелкам известность, но также и огромные потери. Ряды латышских стрелков сократились более чем на треть (потери составили около 9000 воинов).